# Djalma Corrêa
Djalma Corrêa (* 18. November 1942 in Ouro Preto; † 8. Dezember 2022) war ein brasilianischer Perkussionist und Komponist, der sowohl in der Música Popular Brasileira als auch im Jazz hervorgetreten ist.

## Leben und Werk
Corrêa entstammte einer musikalischen Familie und wuchs bis zum zwölften Lebensjahr in Minas Gerais auf. Er studierte Perkussion und Komposition an der Universidade Federal da Bahia bei Walter Smetak, Hans Joachim Koellreutter, Ernst Widmer und anderen. In den 1960er Jahren begleitete er Gilberto Gil, Caetano Veloso, Maria Bethânia, Gal Costa, Tom Zé, Alcyvando Luz, Fernando Lona und Antonio Perna Fróes, mit denen er auch eigene Werke aufführte; auch gehörte er als Schlagzeuger zum Orchester von Carlos Lacerda. In den frühen 1970er Jahren bildete er in Salvador da Bahia gemeinsam mit Edson Ernetério de Sant’Ana und Onias Camardelli die Grupo Baiafro, die 1972 gemeinsam mit dem New Dave Pike Set arbeitete und 1978 auch ein eigenes Album vorlegte. Im selben Jahr trat er mit Gilberto Gil beim Montreux Jazz Festival auf. Später arbeitete er mit Sebastião Tapajós, gründete mit Paulo Moura, Zezé Motta und Jorge Degas das Quarteto Negro und trat auch mit Larry Coryell auf. Auch war er an der Filmmusik zu Martin Scorseses Die letzte Versuchung Christi (1988) beteiligt.

## Diskographische Hinweise
- The New Dave Pike Set & Grupo Baiafro in Bahia Salomão (mit Volker Kriegel, Eberhard Weber, Marc Hellman, Edson Ernetério de Sant’Ana, Onias Camardelli; MPS 1972)
- Doces Bárbaros Ao Vivo (mit Caetano Veloso, Gal Costa, Gilberto Gil, Maria Bethânia, Tomás Improta, Arnaldo Brandão, Perinho Santana, Chiquinho Azevedo, Tuzé Abreu, Mauro Senise, 1976)
- Baiafro: Musica Popular Brasileira Contemporanea (1978)
- Gilberto Gil & Djalma Correa Montreux Jazz Festival (1978)
- Djalma Corrêa (Philips 1980)
- Sebastião Tapajós / Djalma Corrêa / Pedro Sorongo Santos Xingú: Guitar & Percussion (Tropical Music, 1984)
- Djalma Corrêa E Banda Cauim (Barclay 1984)
- Quarteto Negro (Kuarup 1987)